# إد وايتنغ
إد وايتنغ (بالإنجليزية: Ed Whiting)‏ هو لاعب كرة قاعدة أمريكي، (ولد في فيلادلفيا في الولايات المتحدة 1860  م).

## وصلات خارجية
- إد وايتنغ على موقعبيزبول رفرنس.كوم (الدوري الرئيسي) (الإنجليزية)
- إد وايتنغ على موقعبيزبول رفرنس.كوم (الدوري الثانوي) (الإنجليزية)